# Megalaspis cordyla
Megalaspis cordyla är en fiskart som först beskrevs av Carl von Linné 1758.  Megalaspis cordyla ingår i släktet Megalaspis och familjen taggmakrillfiskar. Inga underarter finns listade i Catalogue of Life.